# 健命寺
健命寺（けんめいじ）は長野県下高井郡野沢温泉村に存在する曹洞宗の寺院。山号は薬王山。

## 歴史
永禄11年（1568年）に草創され、薬師如来が十二神将像と合祀され前立本尊となった。天正12年（1584年）に上杉氏の家臣市河氏（市河新六郎信房）が寺領を寄進し、越後国魚沼郡雲洞院の南室正舜を開山として中興された。当時の山号は傑湯山といい、文禄2年（1593年）に古寺（現在の村役場付近）から現在地に移設された。寛文9年（1669年）には寺領7石で境内は東西約30間、南北約25間であった。宝永3年（1706年）に、薬師如来を千仏堂へ移し、本尊の釈迦如来の他、文殊菩薩、普賢菩薩の3尊像を安置した。焼失していた堂宇も享保2年（1717年）に再興された。
野沢菜発祥の寺として知られ、8世住職の晃天園瑞が京都に遊学した際、大坂天王寺で栽培されている天王寺蕪の種子を持ち帰り、その子孫が野沢菜となったとの言い伝えが広く知られていたが、種子表皮細胞ほかに対する遺伝的研究から、これは否定されている。

## 境内
- 本堂
- 仁王門
- 山門
- 鐘楼
- 庫裡
- 経蔵
- 薬師堂

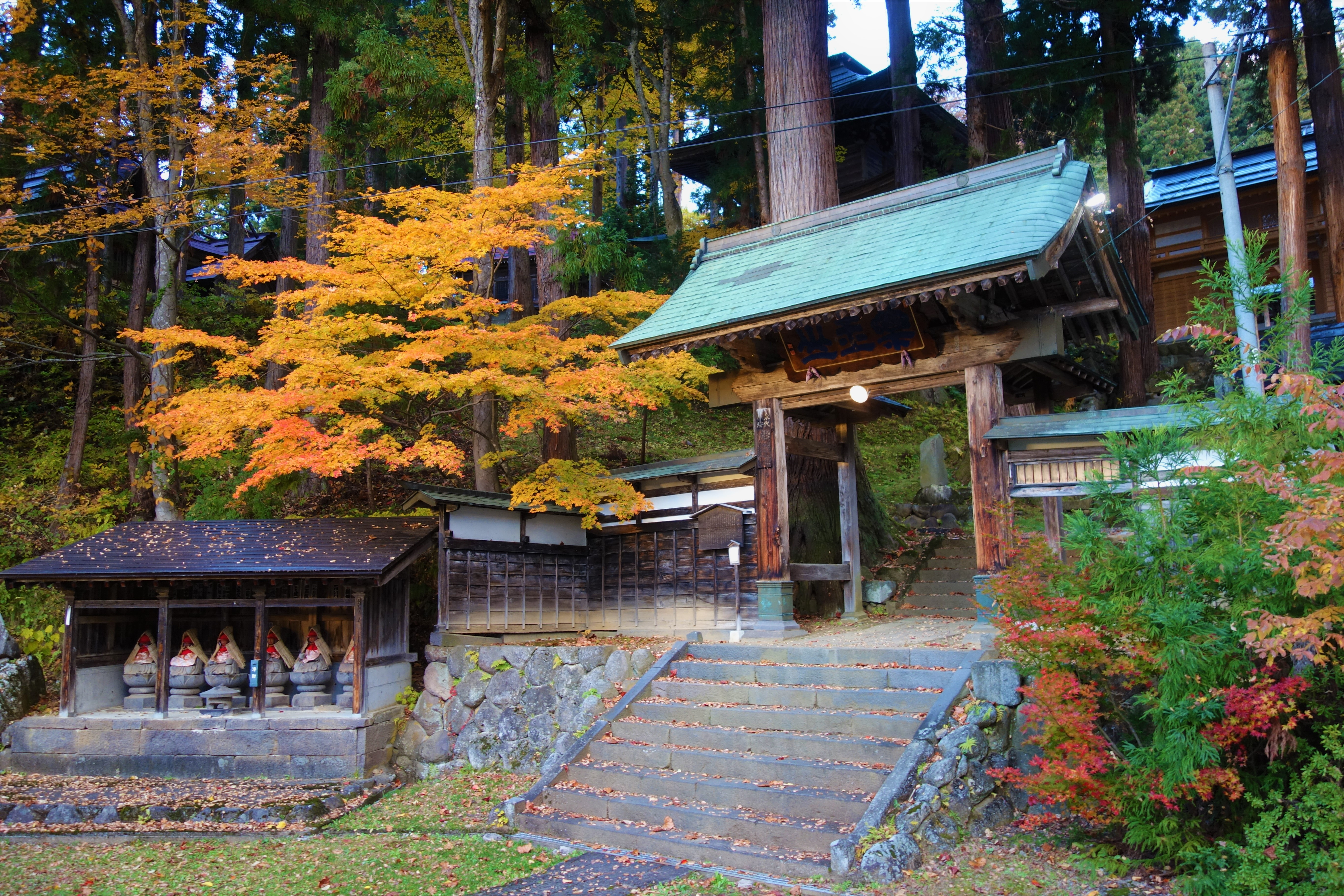
健命寺の山門
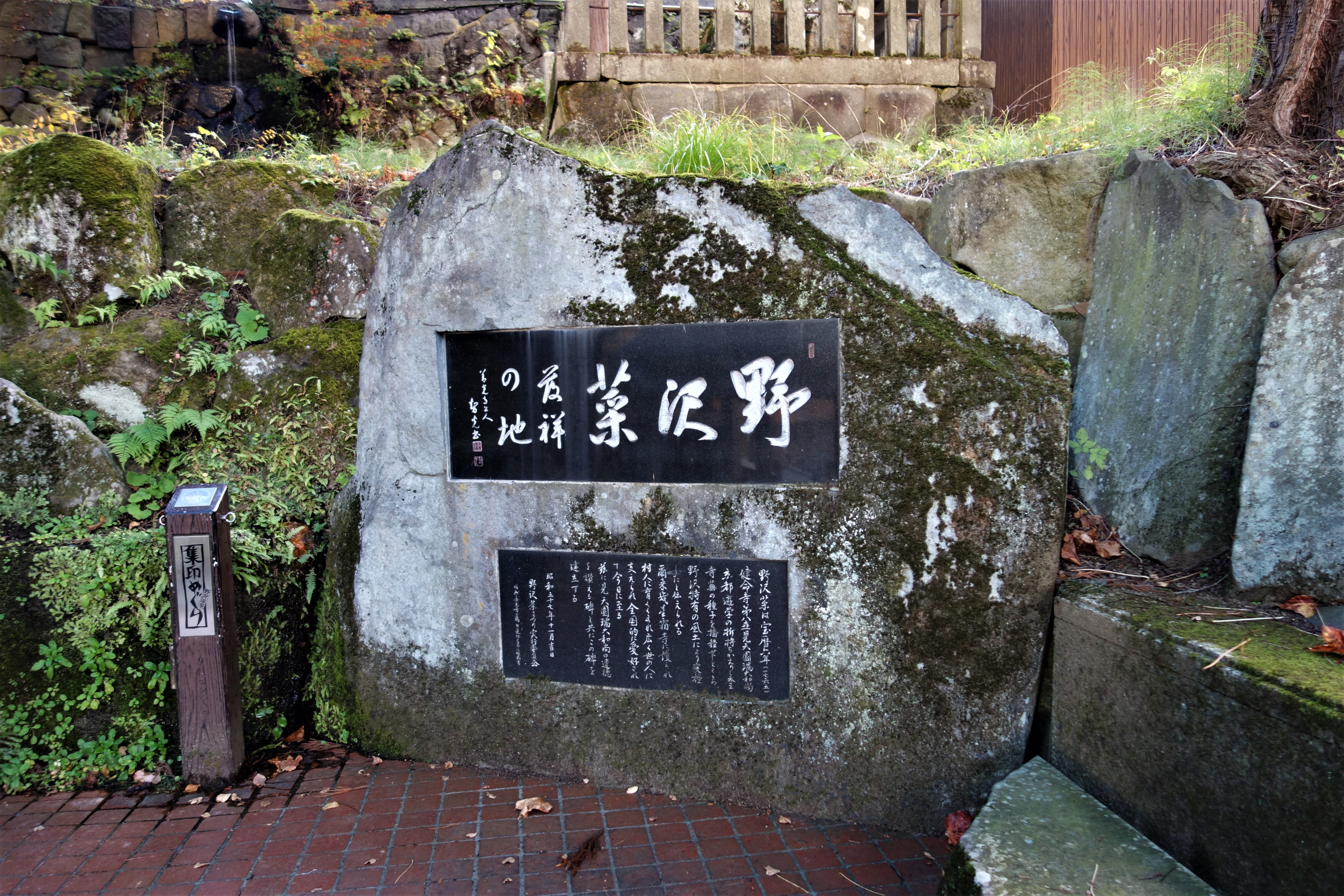
野沢菜発祥の地の碑
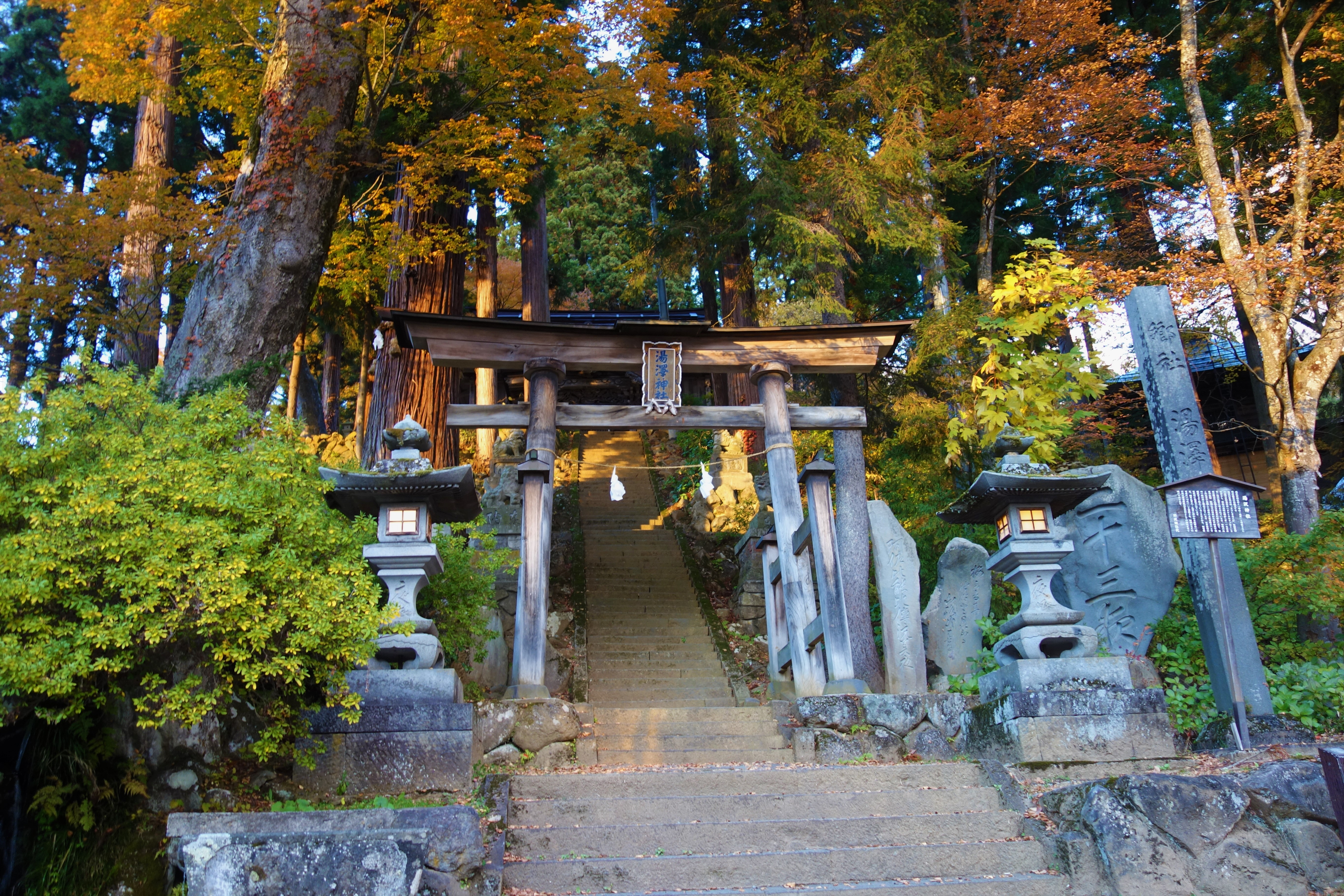
健命寺隣の湯澤神社

- 健命寺の山門
- 野沢菜発祥の地の碑
- 健命寺隣の湯澤神社

## 参照
1. ↑  青葉高「本邦そ菜在来品種の地理的分布と分類に関する研究」園芸学会雑誌32号4巻(1964年)